# Castelló de la Plana
Castelló de la Plana, localment simplement Castelló, és una ciutat del País Valencià, capital de la comarca de la Plana Alta i de la província de Castelló. La població està establerta sobre una extensa planura encarada al litoral, envoltada per diferents serres per l'interior. Segons el padró del 2023 de l'INE, té una població de 176.238 habitants, sent la quarta ciutat del País Valencià en nombre d'habitants, distribuïts en dos nuclis urbans (la ciutat pròpiament dita i el Grau) i diversos grups de població disseminats en els 107,50 km² d'extensió del seu terme municipal.
Fins a l'any 1252, els seus habitants vivien al turó de la Magdalena, i es varen traslladar a la Plana eixe mateix any gràcies al permís atorgat pel rei Jaume I l'any anterior, data de la fundació de la ciutat, esdeveniment que encara es recorda amb la celebració de les Festes de la Magdalena, declarades el 2010 de festes d'Interès Turístic Internacional. Des de la seua designació com a capital de la província homònima a mitjan segle xix, la ciutat ha anat evolucionant, passant de ser una població agrícola a una ciutat industrial i de serveis, gràcies a la posterior instal·lació de diverses institucions polítiques, judicials, econòmiques, culturals i socials que han ajudat a la prosperitat de la ciutat.
Entre els esdeveniments rellevants que han tingut lloc en els últims 150 anys, destaca la signatura de les Normes de Castelló, reguladores del valencià, el 1932; la creació de la Universitat Jaume I el 1991; o la celebració del torneig internacional de golf Castelló Masters Costa Azahar, pertanyent al PGA European Tour.

## Nom
Els primers documents que nomenen a l'assentament situat al turó de la Magdalena hi fan referència amb les formes Kastilgó, Castilgone ripa de mare i Castilion, que procedeixen de l'època de la conquesta aragonesa per part del Cid. Després de la definitiva reconquesta cristiana per part de Jaume I, la primera denominació donada a la nova vila va ser la de Castelló de Borriana, atès que Borriana era la principal localitat de la zona i capital de la Plana. D'entre el conjunt d'alqueries que el formaven, només la de Benimahomet, en la qual es va formar un nucli relativament important de població, rebria la corresponent carta-pobla el 1239. Posteriorment, després del trasllat de totes les autoritats a Castelló, es va adoptar el nom de «Castelló de la Plana», per diferenciar d'altres poblacions també anomenades Castelló.
A partir del segle xix es començà a identificar la vila de Castelló amb la població de Cartàlias, esmentada per Estrabó (III 4.6), sota les variants (ara considerades espúries) de Castalia i Castalium, que tenen certa semblança fonètica amb el topònim de Castelló. Fins i tot sorgiren mites que, relacionant el topònim amb el de la famosa font Castàlia de Delfos, consideraven que l'origen antic de Castelló es relacionava amb una font, anomenada Castàlia, situada a l'indret del Molí de la Font. Aquesta relació causà que el nom de Castàlia s'usàs poèticament per referir-se a Castelló, pràctica que s'estengué en molts altres àmbits i, així, avui dona nom a un estadi de futbol, una escola de primària...
El 1982 el municipi passa a denominar-se «Castellón de la Plana y Grao de Castellón/Castelló de la Plana i Grau de Castelló», abandonant la versió monolingüe en castellà del nom i incorporant la referència al districte marítim. De nou el 1986 es torna a produir un canvi de nom pel qual s'oficialitza la denominació bilingüe en castellà i valencià «Castellón de la Plana/Castelló de la Plana».
El 22 de març del 2019, després de l'aprovació prèvia per part de l'Ajuntament de Castelló de la Plana i l'Acadèmia Valenciana de la Llengua, el Consell de la Generalitat Valenciana va ratificar el topònim oficial i únic en valencià de Castelló de la Plana, abandonant així la doble denominació. Aquest canvi en el topònim es va fer oficial el 15 d'abril del 2019 quan es va publicar al Butlletí Oficial de l'Estat.
A la ciutat se sol escurçar el nom, reduint-lo a Castelló. També és molt utilitzat el sobrenom de «Capital de la Plana», generalment fent referència la situació de la ciutat.

### Gentilici
El gentilici d'aquest municipi, en les seves diferents formes, és castellonenc, castellonenca, castellonencs, castellonenques, gentilici que comparteix amb Castelló de Rugat (la Vall d'Albaida) i Castelló de la Ribera. A banda d'aquest, existeix la forma popular castelloner(o), castellonera, castelloner(o)s, castelloneres, d'ús més viu a la ciutat.

## Geografia
El nucli urbà principal es troba a uns 30 m sobre el nivell del mar i a uns 4 km de la costa. En el seu terme municipal, el qual s'estén per 10 quilòmetres de costa, es troba la confluència del paral·lel 40° i el meridià 0° de Greenwich, aquest fet es commemora amb un monòlit al Parc del Meridià. El famós matemàtic i astrònom francès Pierre Méchain es va traslladar a Castelló per dotar d'exactitud el Meridià de París que va rivalitzar en aquella època amb el de Greenwich com a principal meridià del món. Es va instal·lar a la capital de la Plana per intentar resoldre els conflictes horaris i de localització però el 20 de setembre del 1804, va morir a Castelló.
Es conjuguen dos tipus de paisatges: d'un costat el seu litoral de 14 km. dotat de fines i càlides platges amb una important oferta hotelera, destacant la de la Pineda al Nord i molt prop de la platja el Paratge Natural del Parc de la Pineda, i al sud, la Platja del Serrallo. A 30 milles del Grau es distingixen les illes Columbretes, 14 illots d'origen volcànic, declarades parc natural protegit.
El sector nord del terme conforma el seu altre paisatge, envaït per les estriacions del nucli muntanyenc de la serra del Desert de les Palmes.

### Municipis limítrofs
| l'Alcora  | Borriol   | Benicàssim      |
| Onda      |           | Mar Mediterrani |
| Vila-real | Almassora |                 |

### Sòl i hidrografia
Entre la muntanya i el mar, s'estenen una sèrie de glacis quaternaris que baixen amb un suau pendent cap a les marjals, separades del mar per la Platja del Pinar. La línia de costa és de 10 quilòmetres. És baixa i sorrenca i al sud del port està ocupada pel polígon industrial del Serrallo.
El riu Sec de Borriol naix en el vessant oest del Desert de les Palmes i baixa per la Vall de Borriol. Posteriorment, encaixona la seua llera sobre el glacis quaternari de la Plana, on descriu una gran corba per l'oest i el nord de la ciutat perdent-se en la marjal. A l'oest del terme, es troba l'Embassament de Maria Cristina, i el jaç de la Rambla de la Vídua poc abans de desembocar en el Riu Millars, de les aigües del qual s'abastix l'horta tradicional. L'estany del Menescal era un antic estany litoral de la costa que estava situat al sud de la ciutat.

### Clima
Castelló compta amb un clima mediterrani, el qual es caracteritza per ser un clima suau i humit, i la seua temperatura mitjana anual és d'uns 17,8 °C. Té un clima molt benigne, sense temperatures extremes, els seus valors mitjans oscil·len entre els 10.4 °C de gener i els 25.0 °C d'agost. Els mesos més freds són gener i febrer, i els més calorosos maig, juny i juliol.
Les precipitacions anuals són superiors als 442 mm, amb mínims molt marcats a l'estiu (tres mesos secs, de juny a agost), i màxims en els mesos de tardor (de setembre a novembre, per l'efecte del fenomen meteorològic denominat com gota freda, ja que el clima mediterrani també és un clima amb pluges estacionals).
Un altre tret característic del clima de Castelló és que la ciutat compta amb més de 300 dies de sol a l'any, és a dir, unes 2 689 hores de sol anuals.

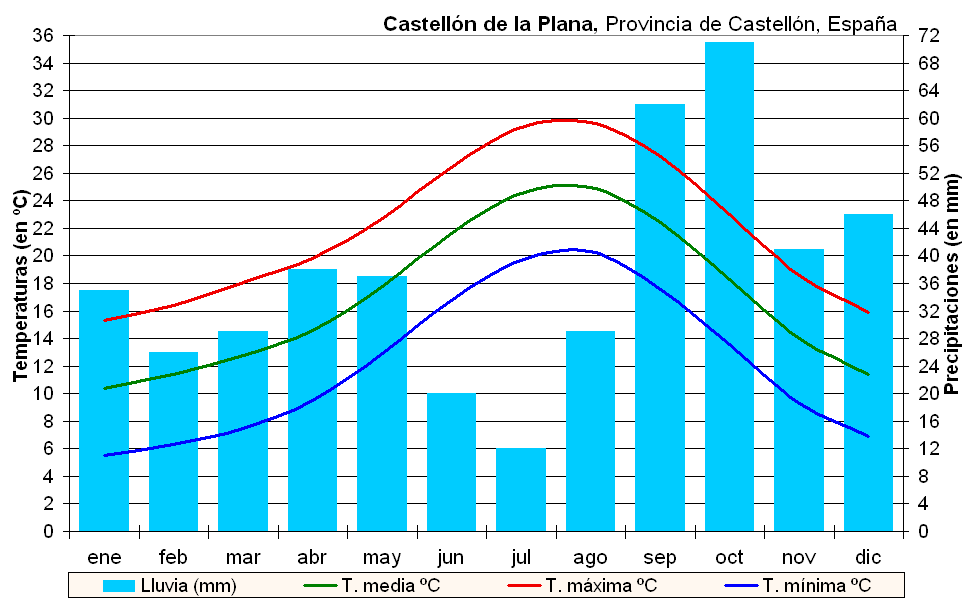
Climograma de Castelló de la Plana

| Valors climatològics extrems         |               |                      |
| Concepte                             | Valor numèric | Data                 |
| Precipitació màxima en un dia (l/m²) | 210,5 l/m²    | 14 d'octubre de 1962 |
| Temperatura màxima absoluta (°C)     | 40,6 °C       | 22 de juliol de 2009 |
| Temperatura mínima absoluta (°C)     | -7,3 °C       | 11 de febrer de 1956 |

## Història
Als concilis de Toledo de 633, 636, 638, 646, 653, 655 i 656 apareix mencionada una Castellona com a seu episcopal. Efectivament, a la vila de Castelló hom hi ha trobat restes romanes.
L'escriptor Josep Pasqual Tirado (1884-1937), en la seua obra Tombatossals (1930), va tractar d'explicar la història de la ciutat abans de l'arribada del rei Jaume I. Pascual Tirado arreplega l'essència dels gegants per a crear Tombatossals, un gegant nascut de l'amor entre Penyeta Roja i Tossal Gros, que en companyia dels seus amics creen la Plana, la marjal, planten la Pineda del Grau i descobrixen les illes Columbretes al servei del Rei Barbut.
La ciutat andalusina s'alçava sobre el castell àrab del Fadrell, construït sobre un tossal en els contraforts de la serra del Desert de les Palmes i, juntament amb les alqueries de la Plana, va ser el primer cau dels fundadors de la ciutat, en la conquesta de Jaume I el 1243, repartint-se a Ximén Pérez d'Arenòs. Durant el seu mandat, els habitants i repobladors de la zona ocuparen el nucli de l'alqueria de Benirabe, que esdevindria per tant en l'assentament definitiu de la ciutat.
A l'edat mitjana, la ciutat es protegia amb fossats, muralles i torres, es va construir l'església (que passaria a ser cocatedral a mitjan segle xv). Fou l'any 1366 quan la imatge de la Mare de Déu del Lledó, posteriorment patrona de la Vila, fou trobada pel llaurador Perot de Granyana.

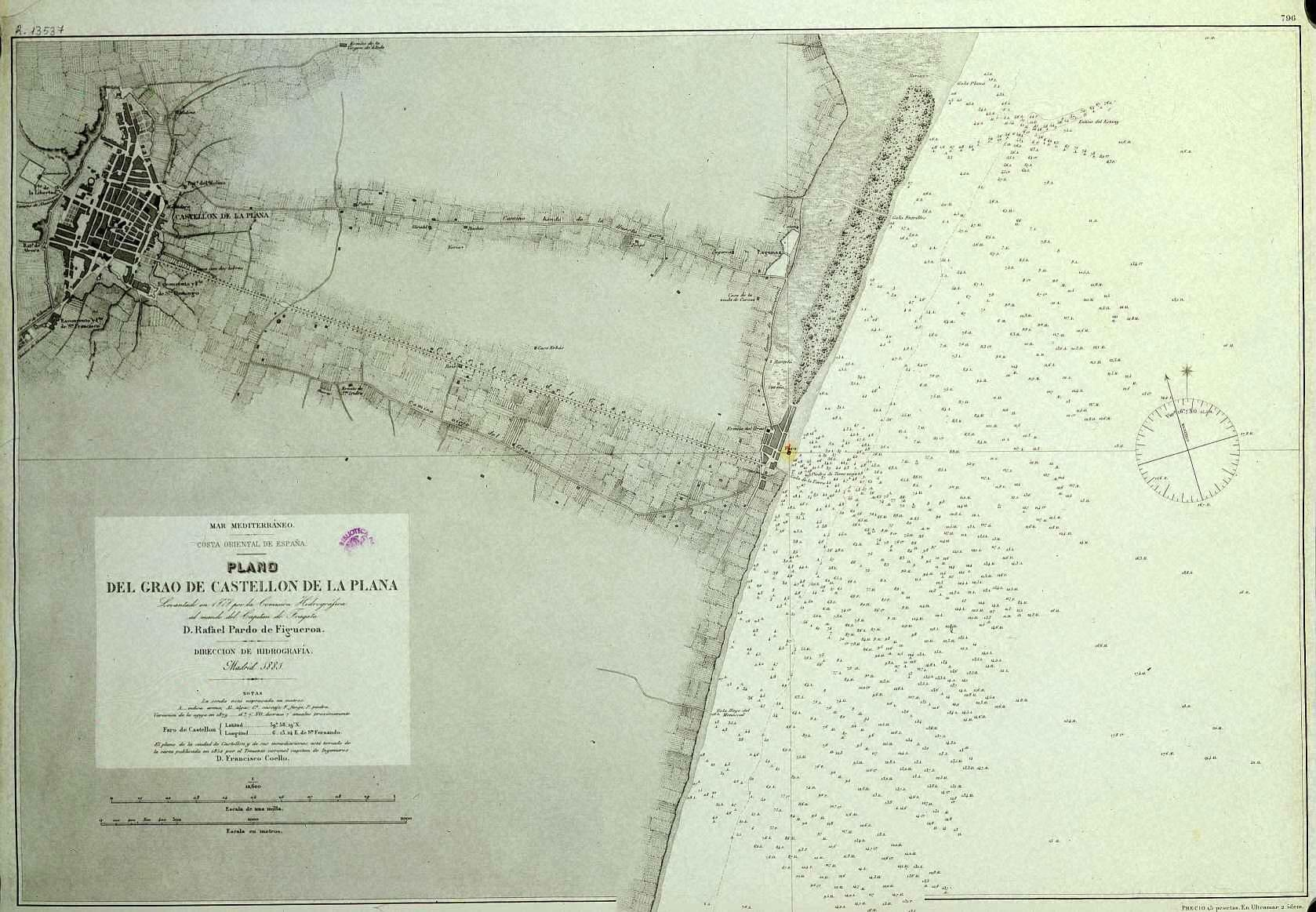
El Grau, la ciutat i els camins d'unió entre ambdós en l'any 1878

En els segles xvii i xviii, la ciutat pren part en la revolta de les Germanies i dona suport a l'arxiduc Carles d'Àustria a la Guerra de Successió.Un 12 de maig de 1707, Berwick arriba a Castelló de la Plana, on imposa un fort “donatiu forçós”, de 8.841 pesos valencians i ordena a les seues tropes d’enderrocar-ne les muralles medievals. Sent sotmesa, com la resta del Regne de València, per les tropes de Felip V.
Al segle següent, es varen afonar les muralles i la ciutat va començar una lenta expansió, que es veu frenada per les guerres de la independència i les guerres carlines. El 1833, s'establiren els límits provincials definitius i Castelló de la Plana va passar a ser capital de la província de Castelló, tot i que inclogué, durant uns anys, algunes poblacions ara a la Província de Terol. El 1837, durant la primera guerra carlina, dom Carles va atacar la ciutat durant l'Expedició Reial, però no pogué amb les defenses d'Antonio Buil y Raso, i eixe fet li valgué el reconeixement com noble i lleial.
En la segona mitat del XIX, la ciutat va començar un desenvolupament més important. Es construïren edificis modernistes com l'Hospital Provincial, el Casino, el Teatre Principal, el Parc Ribalta... S'amplià el port i s'obriren les avingudes que comuniquen amb la mar. L'enllaç ferroviari amb València i de via estreta amb poblacions properes, com Almassora, mitjançant el popular tramvia La Panderola, són les noves comunicacions de la indústria ceràmica i del taulell.
El cantó de Castelló erigit el 20 de juliol de 1874 no van arribar a durar ni un mes, sent reconquerit pel general Villacampa, a les ordres de Martínez de Campos. El 16 de juny de 1938 el bàndol nacional ocupa la ciutat.
En l'actualitat, Castelló de la Plana és una ciutat en creixement i amb un dels nivells de vida més alts de tot el País Valencià. El 2015 els partits polítics PSPV-PSOE, Compromís i Castelló en Moviment signaren el Pacte del Grau, que significava una unió política a l'hora de governar. El 22 de març de 2019, després de l'aprovació prèvia per part de l'Ajuntament de Castelló de la Plana i l'Acadèmia Valenciana de la Llengua, el Consell de la Generalitat Valenciana ratificà el topònim oficial i únic en valencià de Castelló de la Plana, de manera que van abandonar la doble denominació que incloïa el castellà.

## Demografia

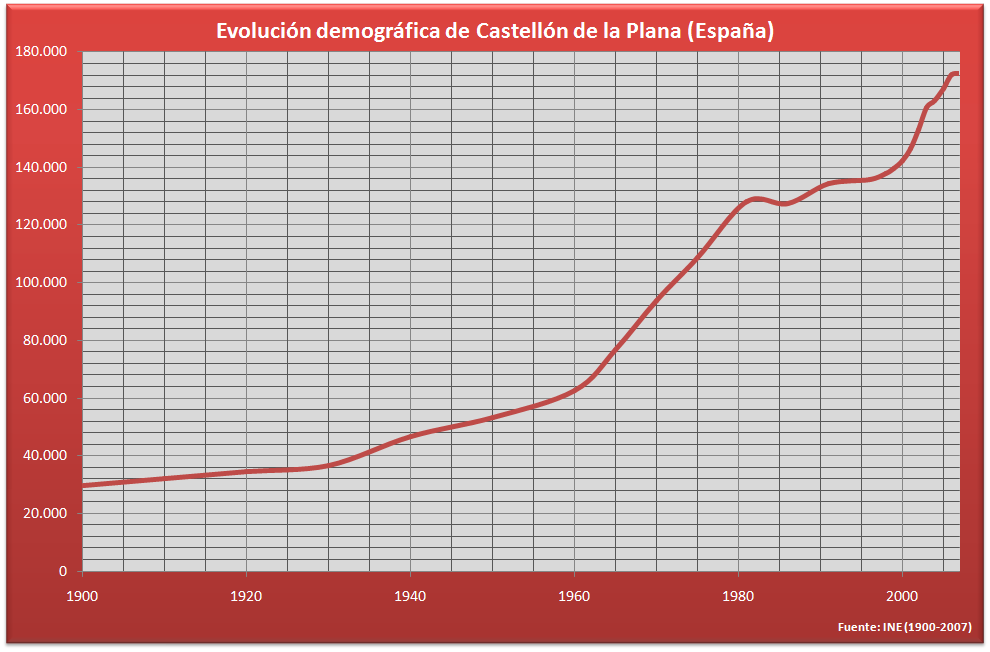
Evolució demogràfica de Castelló de la Plana

Castelló de la Plana té 176.238 habitants (INE 2023); es tracta de la quarta ciutat més poblada del País Valencià i la primera de la província de Castelló. La ciutat concentra, de fet, al 30,75% de la població provincial.
A més, l'àrea metropolitana de Castelló, que inclou també als municipis de Vila-real, Borriana, Almassora, Benicàssim, i Borriol, té 298.678 habitants (INE 2007).
Castelló de la Plana ha registrat un notable creixement demogràfic en l'última dècada, degut fonamentalment a la immigració estrangera. El 17,08% de la població de la ciutat és de nacionalitat estrangera (INE 2006), sent el col·lectiu forà predominant el romanès, amb 18.097 censats (61,56% del total d'estrangers).
| Població | 12.003 | 19.945 | 25.193 | 29.904  | 32.309  | 34.457  | 36.781  | 46.876  |         |
|          | 1950   | 1960   | 1970   | 1981    | 1991    | 1996    | 2001    | 2008    | 2011    |
| Població | 53.331 | 62.493 | 93.968 | 126.464 | 138.489 | 142.285 | 147.667 | 177.924 | 180.114 |

## Economia
És una ciutat costanera, amb un port i una indústria importants. Consta d'una universitat de recent creació, la Universitat Jaume I. L'economia castellonenca està molt diversificada. La fèrtil horta de La Plana poblada de tarongers, en l'actualitat és una ciutat en alça amb una indústria i artesania d'alta qualitat.

### Agricultura
El terme municipal de Castelló té una superfície dedicada a l'agricultura d'aproximadament 9.500 hectàrees, de les quals 8.500 hectàrees són de regadiu i 1000 de secà. Quant al regadiu 3500 hectàrees pertanyen a la Comunitat de Regants del Pantà de Maria Cristina, del que obtenen l'aigua de l'esmentat pantà que es nodrix de la Rambla de la Viuda i del poc cabal que aporta el riu Llucena i que desborda del pantà de l'Alcora. A part, la dita comunitat rep també aigua del riu Millars a través del canal de la cota 100 en el seu marge esquerre i d'alguns pous.
Altres 3000 hectàrees corresponen a la Comunitat de Regants de Castelló, també conegut com a Sindicat de Regs de Castelló. Es tracta d'una comunitat de reg tradicional, amb més de 800 anys d'història i que es nodrix per als seus cultius, exclusivament del riu Millars a través de l'Assut de Santa Quitèria que deriva l'aigua en la seua entrada a Castelló per la séquia Major.
Els cultius més importants són, en les zones de secà, les garroferes i els ametlers, estant estos cultius pràcticament abandonats en els últims anys a causa de l'escàs rendiment en l'actualitat d'estos cultius.
Quant a les zones de regadiu, el cultiu estrella és, sens dubte, els cítrics, encara que també hi ha algunes parcel·les dedicades a les hortalisses, principalment: carxofes i tomaques, a més de melons, escaroles, porros, apis, encisams, però en menor quantia.
La comercialització de les taronges castellonenques se centra principalment en el consum propi i a exportació a països europeus i nord-americans.

### Indústria
Castelló depèn moltíssim de dos sectors: la ceràmica i els seus voltants i la construcció. La importància de la indústria taulellera o de la ceràmica no és exclusiva del municipi sinó que s'expandix per les altres poblacions de la Plana com ara Vila-real, Onda o l'Alcora que, amb la capital, formen un vertader rombe geogràfic especialitzat en eixe sector. La concentració d'eixes indústries comença a ser notable a partir dels anys 30 del segle passat i el boom de la construcció dels anys setanta reactivaren el sector. La creació de grans empreses augmentaren la mida de les inversions en noves tecnologies.

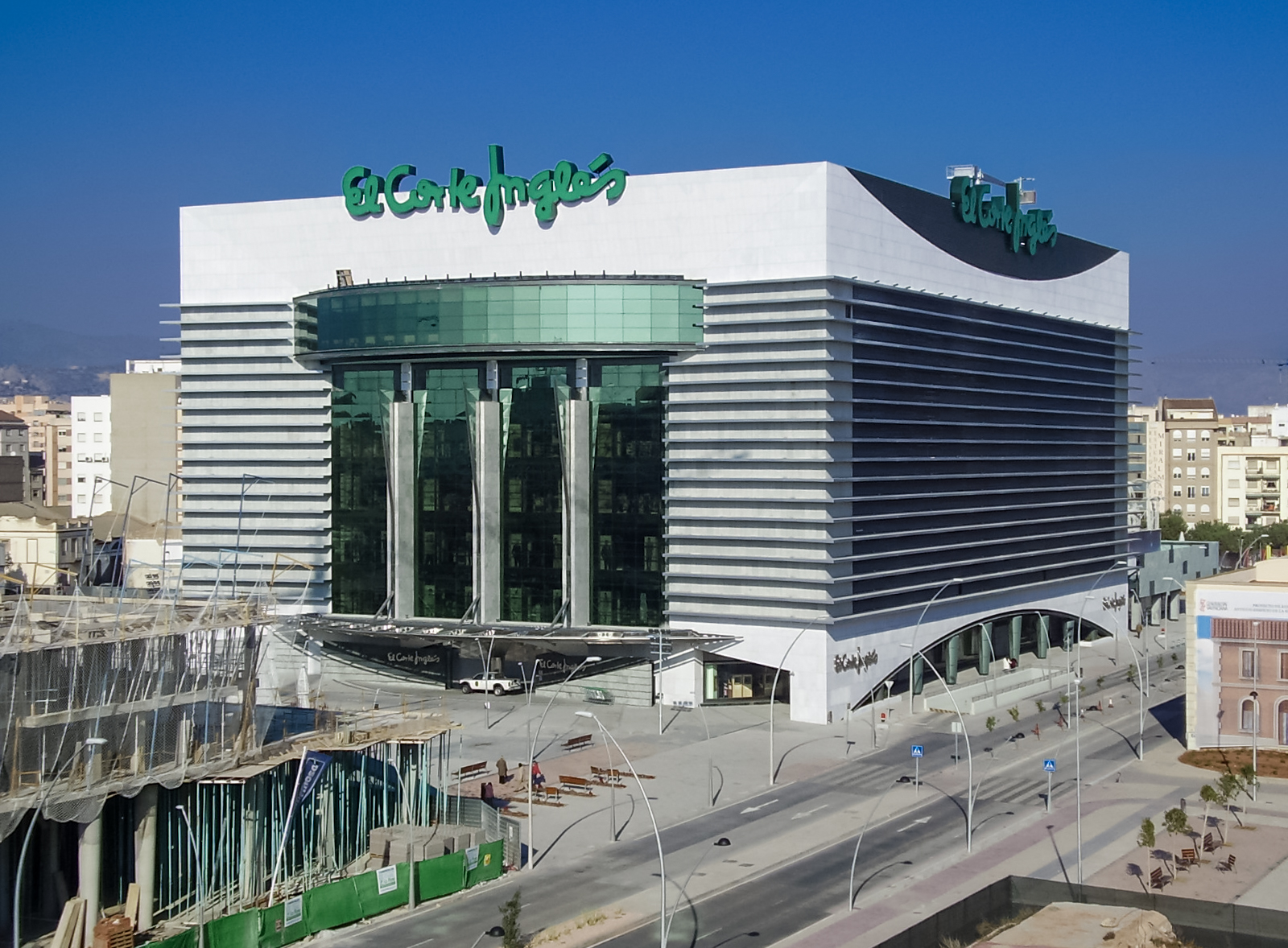
El Corte Inglés de Castelló.

La construcció del gasoducte procedent de Barcelona el 1980 obriren les portes al gas natural, font d'energia més neta que va dirigir el creixement dels anys següents. Les primeres matèries (l'argila) es troben a les pedreres properes de l'Alcora i Onda, encara que també s'importa caolí de la província de Terol i de la comarca valenciana dels Serrans. Al voltant d'eixe motor econòmic també han crescut altres empreses auxiliars com les indústries químiques.
Altra especialització tradicional de la indústria castellonenca és la del sector tèxtil, i concretament el subsector de la confecció de pantalons vaquers i altres peces de vestir, amb forta especialització en les calces. El port del Grau de Castelló ha servit com a porta d'eixida i entrada de mercaderies.

### Comerç
El comerç de Castelló és clau a l'economia local, al tractar-se d'una capital provincial. Destacar la recent obertura d'un important centre comercial com El Corte Inglés.

## Transports
La ciutat de Castelló compta en 18 línies d'autobús, gestionades per la empresa pública "Transport Urbà de Castelló" (TUCs). També hi ha una linia de TRAM, la T1., Aquest tram és un trolebús, una mena d'autobús amb catenària, que va des de la Universitat Jaume I fins al Grau. L'estació de ferrocarril i de autobusos es troben al costat.

## Política i govern

### Corporació Municipal
El Ple de l'ajuntament està format per 27 regidors. En les eleccions municipals de 26 de maig de 2019 foren elegits 10 regidors del Partit Socialista del País Valencià (PSPV-PSOE), 7 del Partit Popular (PP), 4 de Ciutadans - Partit de la Ciutadania (Cs), 3 de Compromís per Castelló (Compromís), 2 de la coalició Unides Podem-Castelló en Moviment-EUPV (UP-CSeM-EUPV) i 1 de Vox.
| Eleccions municipals de 28 de maig de 2023 - Castelló de la Plana                                              |                                           |                                     |                                     |          |         |          |
| Candidatura | Candidatura                               | Candidatura                         | Cap de llista                       | Vots     | Vots    | Regidors |
| | Partit Popular de la Comunitat Valenciana |                                     | Begoña Carrasco García              | 28.394   | 36,37%  | 11 (+4)  |
| | Partit Socialista del País Valencià-PSOE  |                                     | Amparo Marco Gual                   | 22.372   | 28,66%  | 9 (-1)   |
| | Vox                                       |                                     | Antonio Ortolá Ortolá               | 10.597   | 13,58%  | 4 (+3)   |
| | Compromís per Castelló                    |                                     | Ignasi Josep Garcia Felip           | 9.377    | 12,01%  | 3 ()     |
| | Altres candidatures                       |                                     |                                     | 7.320    | 9,38%   | 0 ( -6)  |
| | Vots en blanc                             |                                     |                                     | 1.049    | 1,3%    |          |
| Total vots vàlids i regidors                                                                                   | Total vots vàlids i regidors              | Total vots vàlids i regidors        | Total vots vàlids i regidors        | 79.109   | 100 %   | 27       |
| | Vots nuls                                 | Vots nuls                           | Vots nuls                           | 813      | 1,02%   |          |
| Participació (vots vàlids més nuls)                                                                            | Participació (vots vàlids més nuls)       | Participació (vots vàlids més nuls) | Participació (vots vàlids més nuls) | 79.922   | 65,3%** |          |
| Abstenció | Abstenció                                 | Abstenció                           | Abstenció                           | 42.408*  | 34,7%** |          |
| Total cens electoral                                                                                           | Total cens electoral                      | Total cens electoral                | Total cens electoral                | 122.330* | 100 %** |          |
| Alcalde: Begoña Carrasco García (PP) (17/06/2023)                                                              |                                           |                                     |                                     |          |         |          |
| Fonts: ARGOS Generalitat Valenciana (* No són vots sinó electors. ** Percentatge respecte del cens electoral.) |                                           |                                     |                                     |          |         |          |

### Alcaldes
Des de 2015 l'alcaldessa de Castelló de la Plana és Amparo Marco Gual de PSPV-PSOE. Ha estat reelegida per a la legislatura 2019-2023.
Abans, després de la reinstauració de la democràcia, en les primeres tres eleccions va haver-hi alcaldes del PSPV-PSOE, i en les sis posteriors del PP.
| Període     | Alcalde o alcaldessa                       | Partit polític | Data de possessió     | Observacions         |
| ----------- | ------------------------------------------ | -------------- | --------------------- | -------------------- |
| 1979–1983   | Antonio Tirado Jiménez                     |                | 20/04/1979            | --                   |
| 1983–1987   | Antonio Tirado Jiménez                     |                | 23/05/1983            | --                   |
| 1987–1991   | Daniel Gozalbo Bellés                      |                | 30/06/1987            | --                   |
| 1991–1995   | José Luis Gimeno Ferrer                    |                | 15/06/1991            | --                   |
| 1995–1999   | José Luis Gimeno Ferrer                    |                | 17/06/1995            | --                   |
| 1999–2003   | José Luis Gimeno Ferrer                    |                | 03/07/1999            | --                   |
| 2003–2007   | José Luis Gimeno Ferrer Alberto Fabra Part |                | 14/06/2003 29/01/2005 | Dimissió/renúncia -- |
| 2007–2011   | Alberto Fabra Part                         |                | 16/06/2007            | --                   |
| 2011–2015   | Alberto Fabra Part Alfonso Bataller Vicent |                | 11/06/2011 30/07/2011 | Incompabilitat --    |
| 2015–2019   | Amparo Marco Gual                          |                | 13/06/2015            | --                   |
| 2019-2023   | Amparo Marco Gual                          |                | 15/06/2019            | --                   |
| Des de 2023 | Begoña Carrasco                            |                | 17/06/2023            | --                   |

Alcaldes anteriors a 1979
Alguns dels alcaldes de Castelló, anteriors a 1979, han estat:
| - Francisco Gaeta (1829-1833) - José Buxeau (1833-1834) - Antonio Chamochín (1834-1835) - Antonio de Vera (1835-1838) - Gonzalo Vilar (1838-1839) - Antonio Ferrer Pascual (1839-1840) - José Ballester Vilaroig (1840-1841) - Vicente Bellver Marco (1841) - Francisco Juan Ribas (1841) - Rafael Lanuza (1841-1842) - Gonzalo Vilar (1842-1844) - Francisco Juan Ribas (1844) - José Ballester Vilarroig (1844-1846) - José Galván (1846-1848) - Antonio Sánchez (1848-1852) - Tomás Clará Orta (1852-1854) - Francisco Juan Ribas (1854-1856) - Francisco Ruiz Vila (1856-1857) - Antonio de Vera (1857-1859) - Francisco Ruiz Vila (1859-1861) - Jaime Bellver Llopis (1861-1863) - Vicente Bueso Herrando (1863-1865) - Esteban Bellido (1865-1867) - Vicente Gascó (1867-1868) - Carlos Ferrer Segarra (1868-1869) - Francisco González Chermá (1869) - Jaime Bellver Llopis (1869-1870) - Francisco González Chermá (1870-1872) - Joaquín Huguet Gimeno (1872-1873) - Vicente Ruiz Vila (1873-1874) - José Viciano Herrando (1874-1875) - Vicente Dordal (1875) - Jaime Bellver Llopis (1875-1876) - D. Herrero Sebastián (1876-1877) - Catalino Alegre Renau (1877-1879) - Carlos Ferrer Segarra (1879-1881) - José Tárrega Torres (1884-1886) - Eliseo Soler Breva (1886-1887) - Joaquín Peris Martí (1887-1888) - Antonio Forns Sánchez (1888-1890) - Vicente Meliá Dolz (1890-1891) - M. Madramany Ferrer (1891-1892) - Cayo Gironés Álvarez (1892-1893) - Antonio Sánchez (1893-1894) | - Eliseo Soler Breva (1894-1895) - Andrés Puig Gasulla (1895-1897) - Joaquín Peris Martí (1897) - Salvador Masip Navarro (1897-1899) - Joaquín Peris Martí (1899-1901) - Julián Ruiz Vicent (1901-1903) - Fernando Gasset Lacasaña (1903-1904) - Joaquín Peris Martí (1904-1905) - Antonio Sánchez Bigné (1905-1906) - Julián Ruiz Vicent (1906-1907) - Salvador Guinot Vilar (1907) - C. González Espresati (1907-1909) - José Armengot Rubio (1909) - Odilón Gironés Álvarez (1909-1912) - Juan Peris Masip (1912-1913) - Federico Bosch Tárrega (1913-1914) - Fernando Gasset Lacasaña (1914-1916) - Juan Peris Masip (1916-1917) - Fernando Gasset Lacasaña (1917-1918) - José Forcada Peris (1918-1920) - José Morelló del Pozo (1920-1922) - Juan Bautista Carbó Domènech (1922-1923) - Francisco Ruiz Cazador (1923-1925) - Salvador Guinot Vilar (1925-1928) - Norberto Ferrer Calduch (1928) - Manuel Lillo Roca (1928-1929) - José Pascual Viciano (1929-1930) - Manuel Breva Perales (1930-1931) - Francisco Breva Perales 1931 - Manuel Peláez Edo (1931-1933) - Vicent Tirado Gimeno (1933-1936) - Miguel Santos Moliner (1936) - Manuel Aragonés Cucalá (1936) - José Castelló Arroyo (1936-1937) - Amadeo Ribó Simont (1937-1938) - José Gimeno Almela (1938-1939) - Vicente Traver Tomás (1939-1942) - José María Casado Pallarés (1942-1944) - Benjamín Fabregat Martí (1944-1948) - Carlos Fabra Andrés (1948-1955) - José Ferrer Forns (1955-1960) - Eduardo Codina Armengot (1960-1967) - Francisco Luís Grangel Mascarós (1967-1975) - Vicente Pla Broch (1975-1979) |

## Patrimoni
El nucli principal se situa en la Plaça Major i els seus voltants on es troba la Catedral de Santa Maria, el Fadrí, la Casa Consistorial i el Mercat Central. També són d'interès l'Església de Sant Agustí (segle XVII i XVIII), diverses casones (Casa dels Orfes, Casa del Miguels, Casa del Baró de la Pobla), els edificis del Casino Antic, Correus, Diputació Provincial o l'IES Francesc Ribalta, ubicat a l'avinguda del Rei en Jaume i primer institut públic de la província de Castelló. Destaca en el Carrer Cavallers el Museu de Belles Arts de la Diputació. Cal visitar el Parc Ribalta i Basílica de la Mare de Déu del Lledó i el Convent de les Monges Caputxines.

### Monuments i edificis religiosos
- Cocatedral de Santa Maria.

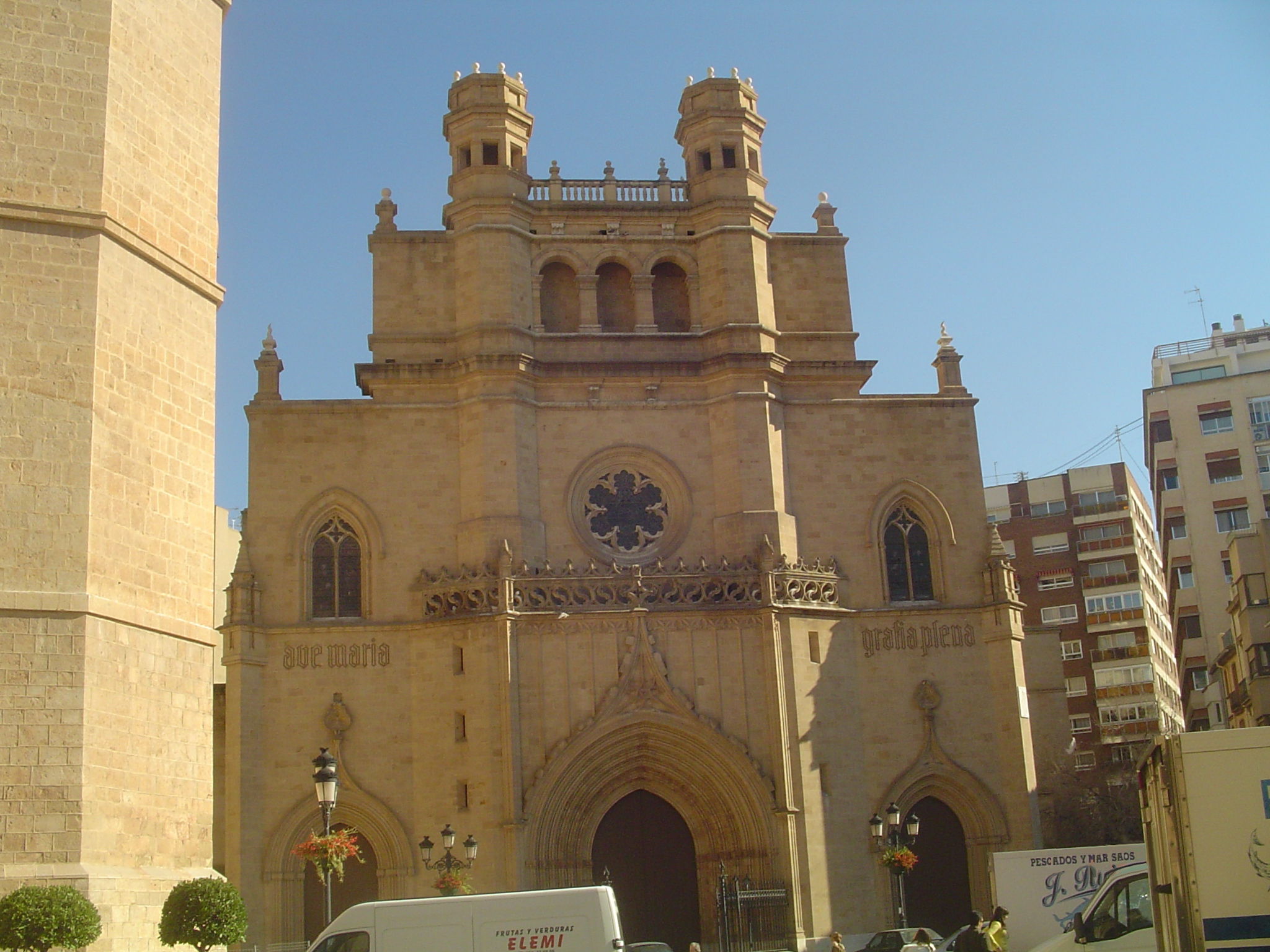
Façana principal de la cocatedral de Santa Maria

La Cocatedral de Santa Maria, també coneguda com a Església de Santa Maria la Majorés un temple d'estil gòtic amb posteriors intervencions historicistes i en estil neogòtic. Està situada en la Plaça Major, al costat de l'Ajuntament i la torre campanar independent del Fadrí.
S'inicia la construcció del temple a la fi del segle xiii. Destruït per un incendi, es reprenen les obres a mitjan segle xiv, sent ampliades a principis del segle xv pel mestre d'obres Miquel García de Sogorb, i sent consagrat el temple el 1549.
La planta era d'una sola nau dividida en cinc trams, absis pentagonal amb dues capelles laterals i una central per al cor, així com capelles entre els contraforts, cobrint-se amb voltes de creueria sobre els trams i amb volta estavellada sobre l'absis.
El temple tenia tres portades: dos laterals, situades en el tercer tram de la nau, i una altra en la façana principal. Estes portades, juntament amb algunes claus, els únics elements conservats en la seua reconstrucció.
El 1662, amb traces de Joan Ibáñez, es construïx la capella de la Comunió de planta de creu grega i coberta amb cúpula en el centre i voltes de mig canó en braços, la qual obria en el tram dels peus del costat de l'Epístola.
Després de la demolició soferta el 1936 s'inicia la reconstrucció a partir del 1940 amb un projecte de Vicent Traver Tomás basat en les traces del temple desaparegut.
El temple actual que ocupa una illa de cases completa té planta de creu llatina amb tres naus i un absis pentagonal. La nau central es remarca amb pilars octogonals, dels quals arrenquen els arcs. Les naus es cobrixen amb volta de creueria, sent la de la capçalera de mitja estrella i el creuer, amb cimbori, cobrix també amb volta estavellada.
- Basílica de la Mare de Déu del Lledó.

La tradició local remunta l'origen de la devoció i culte per la Patrona de la Ciutat de Castelló fins al 1366. El Santuari, ara amb dignitat de Basílica Menor, va ser construït entre el 1724 i el 1766 sobre altres dos més antics d'origen medieval. En el seu Museu es guarden imatges dels segles xvi i xviii.
- Palau Episcopal.

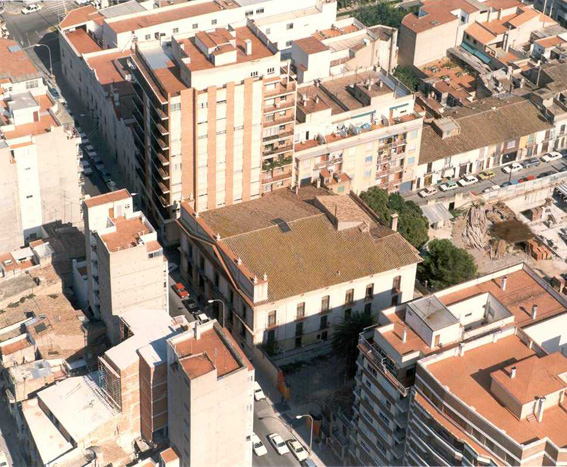
Vista aèria del palau episcopal

Està situat en el carrer Governador i va ser construït a la fi del segle xviii en estil neoclassicista.
És un edifici de planta rectangular que es desenvolupa a partir del nucli principal, configurat pel vestíbul, el vestíbul i l'escala, al voltant del que s'estructuren els dos cossos de l'edifici. En el vestíbul d'entrada, cobert amb volta de canó rebaixada, s'obrin les diferents dependències del semisoterrani i dues escales laterals que donen accés a l'entresòl. Els esglaons d'esta escala es decoren amb rajoles de L'Alcora amb temes vegetals. Un cancell de fusta dona pas al vestíbul, cobert amb volta de canó rebaixat, on es troba l'escala de pedra amb un primer tram de cinc esglaons a partir del que es desenvolupa el primer tram de l'escala imperial. Esta escalinata cobrix amb volta abans de dividir-se en dos trams laterals que conduïxen al pis principal.
A l'exterior, la façana és de composició rectangular estructurada en quatre cossos. El nivell inferior és un alt sòcol de pedra en el qual s'obren els òculs del soterrani. L'entresòl i el primer pis s'ordenen per balconades d'arc segmentat, separats per cornisa de pedra. L'edifici remata amb un ampit amb frontó en el cos central, separat del primer pis per una gran franja a manera de fris. En el centre de la façana se situa la portada, realitzada en pedra amb un arc rebaixat i pilastres encaixades que rematen amb tríglifs a manera de capitell. Sobre la portada hi ha una làpida amb inscripció en la qual es fa referència a la construcció de l'edifici. Sobre la balconada principal es troba l'escut del bisbe fundador. Les façanes laterals seguixen la mateixa ordenació que la principal, canviant els òculs del soterrani per finestres.
La fàbrica de l'edifici és de carreus de pedra i maçoneria.
- Parròquia de la Santíssima Trinitat, església situada al costat de les Escoles Pies i dedicada a la Santíssima Trinitat. La seua construcció a finals del segle xix fou promoguda per l'arxipreste de la ciutat Joan B. Cardona Vives.

### Monuments i edificis civils
- El Fadrí.

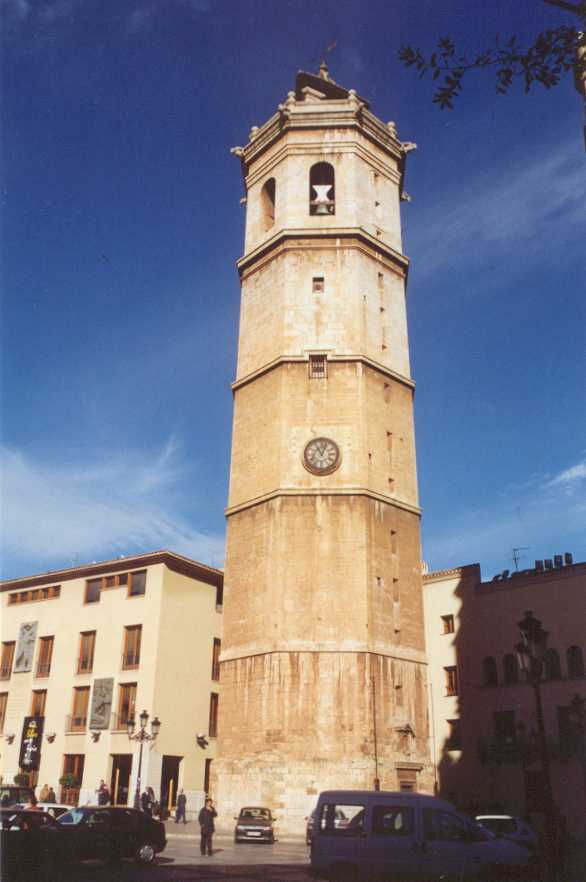
El Fadrí

És una torre campanar propietat municipal i es caracteritza pel fet que està separada de la catedral, a diferència d'altres campanars que es troben integrats en el mateix edifici eclesiàstic. Situat a la plaça Major, al centre de la ciutat, al costat de l'església de Santa Maria i de l'Ajuntament.
És un edifici de planta octogonal, típic del gòtic català, de quatre cossos que corresponen amb la càmera del rellotge, la presó, l'habitatge del campaner i la càmera de les campanes (disposa de vuit campanes de volteig i tres fixes situades en el capitell per a assenyalar els quarts i les hores). Finalment trobem una terrassa rematada per un templet. En el seu interior hi ha una estreta escala de caragol que permet l'accés a cadascuna de les plantes. Té una altura d'uns 58 metres.
Les seues obres van començar el 1440. El 1457 va intervenir el mestre Saera construint aproximadament el primer cos. Després d'una llarga paralització i diverses propostes el 1593 van intervenir i van finalitzar la torre Francesc Galiança de la Llanxa, Guillem del Rei, Pere Crosali, Marc Volsanys, Antoni i Joan Saura; segons les traces que havia presentat el portuguès Damián Méndez el 1591.
- Casa Consistorial.

Substituïx al vell "Palau de la Vila", construït en lloc proper en època medieval per a albergar les primitives institucions municipals. L'actual edifici, en estil toscà, es va erigir entre el 1689 i el 1716, sota l'adreça de Melcior Serrano. Entre els elements arquitectònics d'interès destaca el porxo amb cinc arcs en la planta baixa i el primer cos, accentuat per l'ús de pilastres corínties i balconades amb àmplies obertures coronats per frontispicis circulars i triangulars.
- Edifici de Correus i Telègrafs.

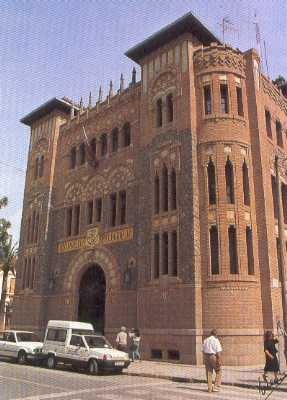
Correus

Projectat per Demetri Ribes i Marco el 1917 va ser conclòs el 1932, havent estat catalogat com un dels millors exemplars d'edificis castellonencs del segle xx. Va utilitzar en la seua construcció com novetat pedra, ferro, maó a cara vista, cristall i ceràmica.
- Teatre principal.

És obra de Godofredo Ros de Ursinos, qui el 1890 va iniciar la construcció per iniciativa de l'Ajuntament de la ciutat, i la va acabar el 1894.
L'edifici és exempt i de planta trapezoidal, amb una superfície de 1700 m² i quatre façanes en les quals s'acusa la distribució interior. La façana principal, de 16 m d'altura, correspon a la base menor del solar i recau a la plaça de la Pau. S'obre al públic per tres grans portes centrals i s'hi disposen elements de l'arquitectura grecoromana (frontispici, columnes, frontó).
La façana posterior, de 20 m d'ample i 26 d'altura, presenta gran desenvolupament vertical, que correspon a l'escenari i al taller de pintures. Quant a les façanes laterals, que corresponen a les àrees de servei i circulació, són senzilles i sense decoració. En elles s'obren vuit portes secundàries.
A través d'un petit pòrtic s'accedix al vestíbul de 49 m² de superfície. Sobre el vestíbul i a l'altura del pis principal, es disposa una gran sala amb comunicació directa als corredors, escales i escaletes.
Els materials emprats són els més utilitzats en aquell moment en la ciutat: arena, calç, guix, pedra de maçoneria, teules, maó, carreus rectes, entre d'altres, destacant en la façana l'ocupació de pedra calcària de Novelda.
- Restes de les muralles carlistes.

Darrere de la Subdelegació del Govern es troba una plaça de nova construcció presidida per un llenç de les antigues muralles carlistes. És l'únic que es conserva de l'estructura defensiva de la ciutat. En concret, formava part de la Bateria del Gas, bastió d'artilleria. Al costat del basament de l'anomenada Torre dels Alçaments, que es conserva sota el sòl de la Plaça de les Aules i pertany a la muralla medieval, és l'únic vestigi de les successives fortificacions de la ciutat.
- Llotja del Cànem. És un edifici construït en el segle xviii en estil barroc que va ser ampliat en el segle xix. Es troba en el centre de la ciutat, prop de la plaça Major. La Llotja es va aixecar en el primer terç del segle xvii, per a això el Consell de la ciutat va comprar la Casa Gumbau que va ser derrocada el 1605 per a construir el nou edifici. Va ser realitzat per Francesc Galiança.

Es tracta d'un edifici de planta quadrangular, obert pels costats exempts amb dos arcs que recolzen en columnes i semicolumnes d'ordre toscà. L'únic element escultòric, l'escut de la vila, es troba entre els carcanyols dels arcs del carrer Colón. La fàbrica de l'edifici és de carreus.
- Edifici Dávalos. Edifici residencial unifamiliar d'estil modernista de l'arquitecte José Gimeno Almela. Va ser construït el 1915, s'ubica a la zona centre, concretament al carrer Gasset, eix pel qual discorria l'antiga muralla del segle xiii, molt proper a la Porta del Sol.

### Llocs d'interés turístic
- Parc Ribalta.

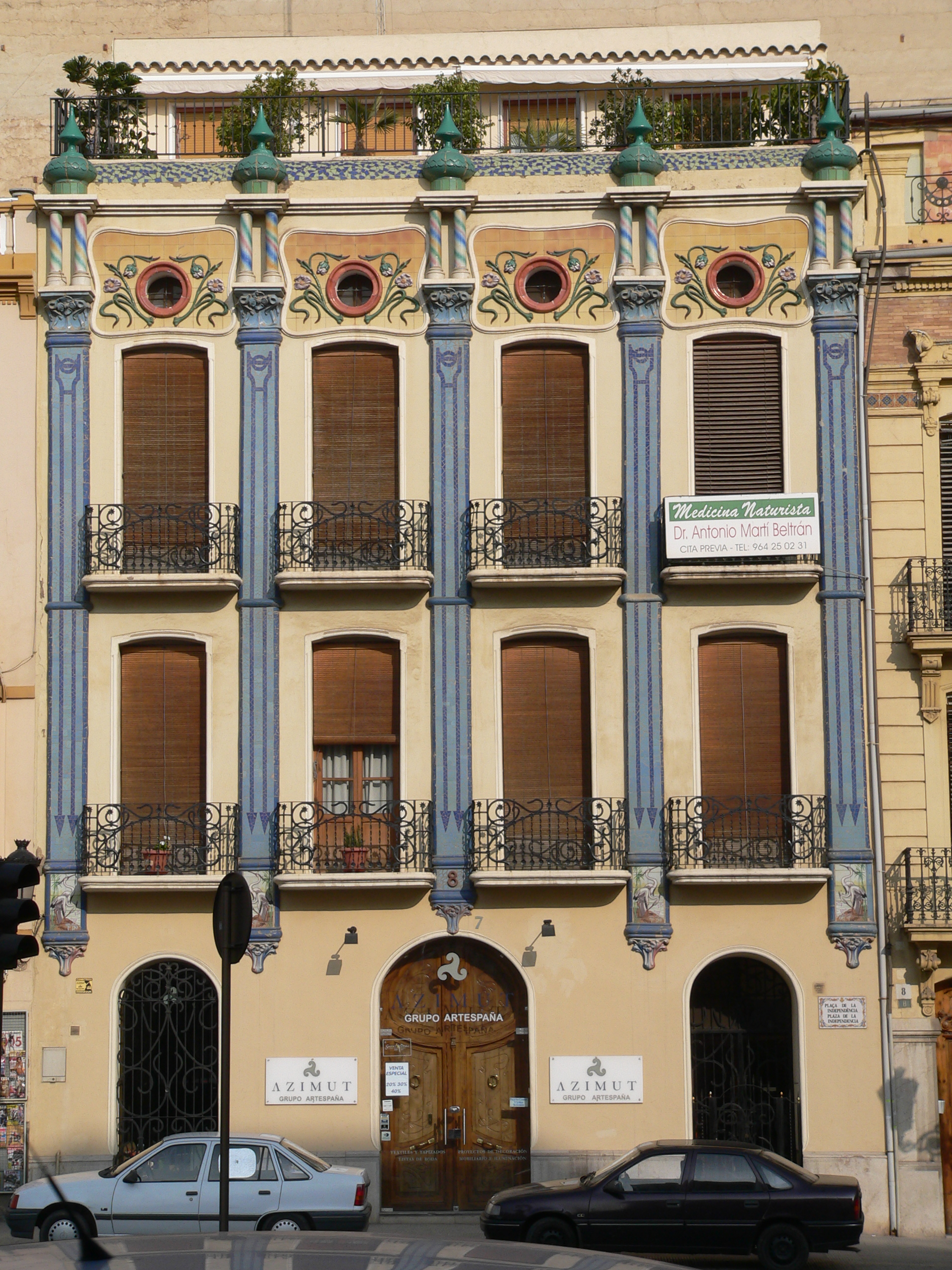
Modernisme a Castelló: Casa de les Cigonyes, Plaça de la Independència, 7

El Parc va ser dissenyat i creat el 1869 sobre el solar que va ocupar l'antic Cementiri municipal del Calvari, dintre d'un perímetre gairebé triangular, prevalent-los traçats geomètrics, amb un aire romàntic. S'adorna el seu centre amb l'estàtua del pintor Francesc Ribalta.
- Plaça de la Independència.

Coneguda com a la Farola, és de l'any 1929, va ser construïda per l'arquitecte Maristany sobre el lloc de la coronació de la imatge de la Patrona de la Ciutat, la Mare de Déu del Lledó.
- Plaça Major.

S'hi troben els principals monuments de la ciutat (Cocatedral, Ajuntament, Mercat Central). Destaca la font, icona de Castelló, la qual té fins i tot cançó i celebracions en el seu honor.
- Plaça de la Pau.

És una cèntrica plaça per on antigament circulava La Panderola. Destaquen el quiosc, d'estil modernista, el monument al Llaurador Castellonenc o el Teatre Principal.
- Parc del geòleg José Royo Gómez.

Situat al costat de la transitada Avinguda Chatellerault, es caracteritza per la gran varietat d'espècies botàniques i el seu llac, en el qual cobren vida innombrables espècies aquàtiques d'aigua dolça.
- Refugi antiaeri de la Plaça Tetuan.

Va ser construit el 1937 per protegir la població dels bombardejos que es van produir per part de l'aviació italiana i alemanya durant la Guerra Civil. El 2018 es va obrir al públic com a part de MUCC, el Museu de la Ciutat de Castelló.

## Cultura

### Gastronomia

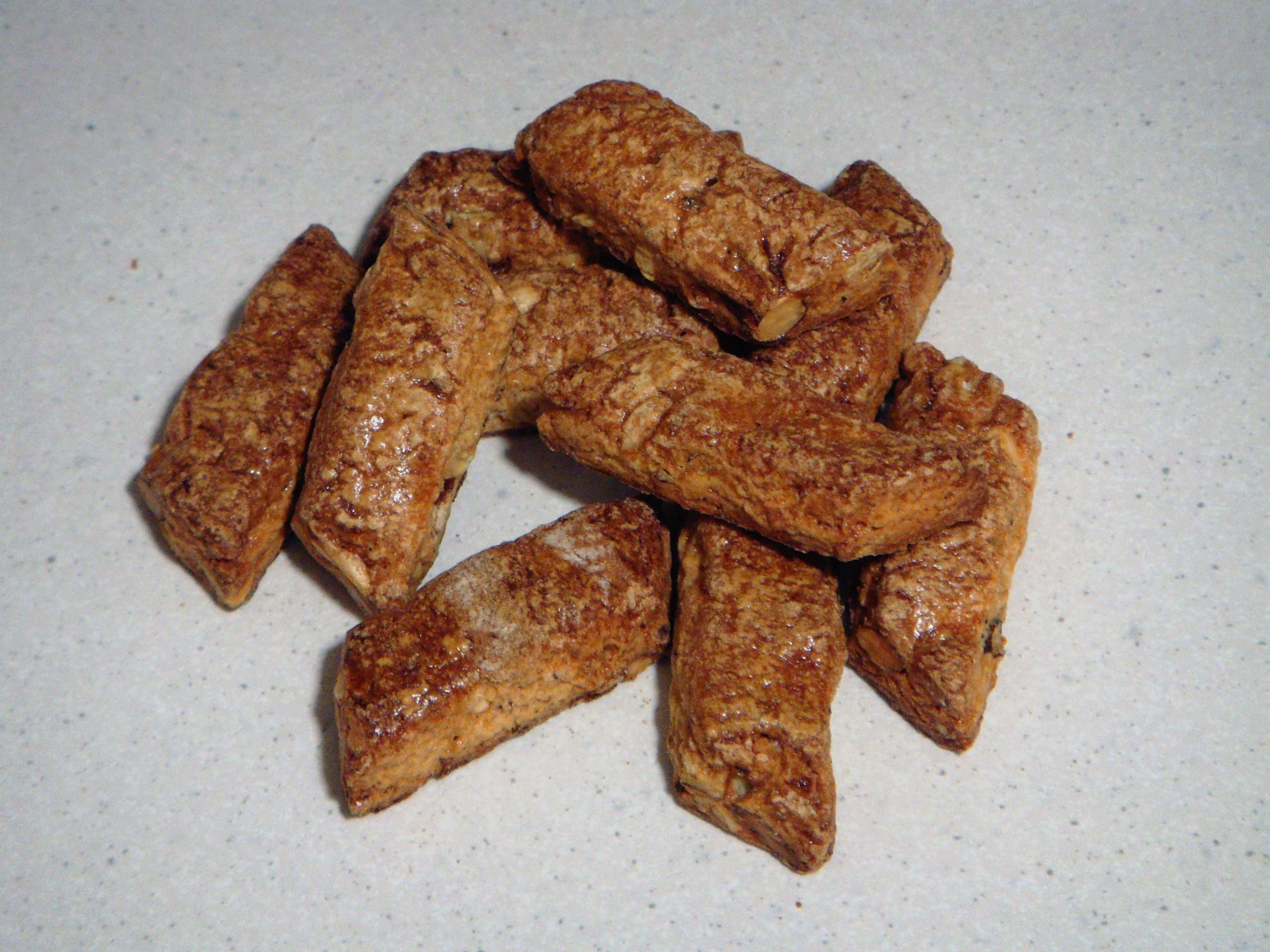
Tradicionals rosegons

L'arròs és el principal ingredient de molts dels plats que integren la gastronomia de la localitat. Com en bona part del País Valencià, cal destacar la paella, l'arròs a banda (on l'arròs i el peix amb el qual es prepara, es mengen per separat), l'arròs caldós o la fideuà. Al Grau són tradicionals els plats amb components marins i generalment formats a base de peix.
Els plats d'hivern adquirixen protagonisme en eixa època de l'any. Els ingredients més importants d'este tipus de plats són les verdures, com en l'olla. És tradicional l'olleta de la Plana, que segons es canvien els seus ingredients, pot convertir-se en una olleta de col o en una de dejuni.
Entre els dolços, cal destacar la coca malfeta, la coca de Castelló (amb creïlla en lloc de farina) i les pilotes de frare. En l'època nadalenca, són típics els rosegons i els pastissos de moniato o de cabell d'àngel. En Pasqua són típiques les mones de Pasqua.
- Centre municipal de Cultura.
- Teatre Principal.
- Auditori i Palau de Congressos.

### Museus

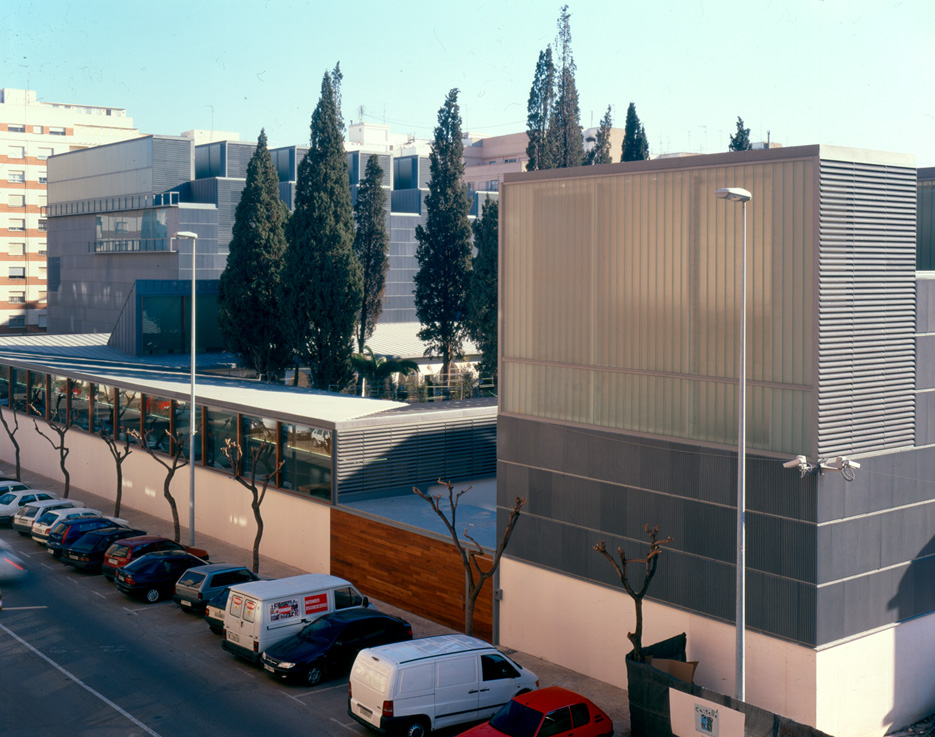
Museu de Belles Arts

- Planetari. Situat al Grau de Castelló. Inaugurat el 1991 al Passeig Marítim de la Platja del Pinar al Grau, es pot gaudir d'una sessió d'astronomia en la seua sala planetari, dotada amb un projector Carl Zeiss, a més, compta amb tres sales d'exposicions, tant temporals com permanents, i d'un complet calendari d'activitats d'observació astronòmica, xerrades i conferències.[37]

- Museu de Belles Arts. Inaugurat el 2001, conté una col·lecció permanent d'obres d'arqueologia, ceràmica, etnologia i obres artístiques de Joan de Joanes, del taller de Zurbarán, de Francesc Ribalta, de Joan Baptista Porcar i de diversos artistes castellonencs, entre d'altres, procedents de diverses donacions tant públiques com privades i de dipòsits com el del Museu del Prado[38]

- Espai d'Art Contemporani (EACC). Inaugurat el 1999 acull diverses exposicions d'art modern i cicles musicals i de cinema.[39]

- Museu Etnològic, des del seu trasllat al Carrer Cavallers, oferix una mostra de la cultura típica de la ciutat, del seu desenvolupament urbà i de la vida tradicional a la ciutat. La seua creació es deu a Rafael Ribés Pla, que en l'Ermita de Sant Jaume de Fadrell va anar adquirint peces, que en l'actualitat sumen 2500.[40]

- Museu d'Història Militar, situat a l'antiga caserna Tetuan XIV, compta amb més de 3.000 peces entre uniformes, insígnies, mapes i peces de grans dimensions.[41]

- Museu del Mar, oferix una exposició permanent sobre els usos i els costums de la mar del Grau, amb una col·lecció de 274 peces, entre equips de navegació, mapes, estris de pesca, embarcacions i maquetes.[42]

### Fills il·lustres
- Dolores Corella Piquer (1966), científica i investigadora.[43]
- Vicenç Ripollés Pérez (1867-1943). Músic compositor i sacerdot.
- Marco Pérez ([...?]-1662) mestre de capella i compositor.
- Josep Viciano i Martí (1855-1898), escultor.
- Metrika (2003), cantant de trap.

### Esport

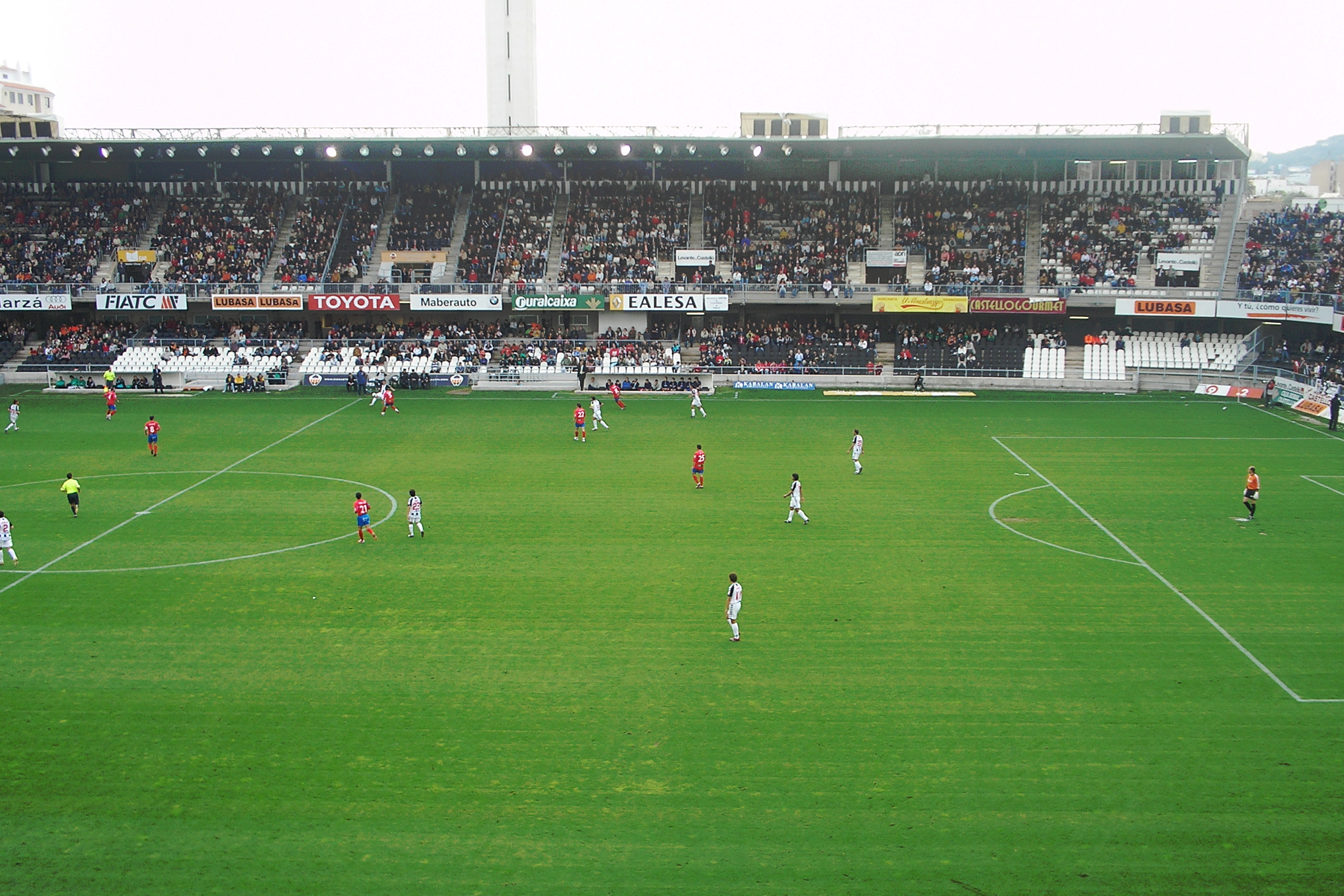
L'estadi Nou Castàlia durant un partit de Segona divisió disputat pel CE Castelló

#### Futbol
Entre els clubs esportius de la ciutat el Club Esportiu Castelló és el que compta amb més seguidors i història. Fundat el 1922, ha jugat onze temporades a la Primera Divisió i ha estat un cop finalista de la Copa. Ara per ara compta només amb secció de futbol, però va tindre diverses seccions als seus inicis, com ara ciclisme i atletisme. A mesura que va augmentar la seua popularitat, provocà la desaparició de la resta de clubs locals. Tot i això, avui hi ha altres equips de futbol a Castelló, com ara el CF San Pedro del Grau de Castelló.

#### Futbol sala
L'equip més important de la ciutat ha estat el Platges de Castelló de futbol sala, que va aconseguir rellevància internacional. El 1994 es va traslladar des d'Almassora fins a la capital de la Plana. Va viure els seus millors moments entre els anys 2000 i el 2003, quan va proclamar-se tres vegades campió d'Europa.

#### Atletisme
Actualment, però, el club que compta amb més èxits al seu esport és el Club Atletisme Castelló (des del 2006 conegut com a Club Atletismo Playas de Castellón), nomenat diversos cops als darrers anys millor club espanyol i quatre cops campió del Campionat d'Espanya de clubs d'atletisme masculí entre 2009 i 2012.

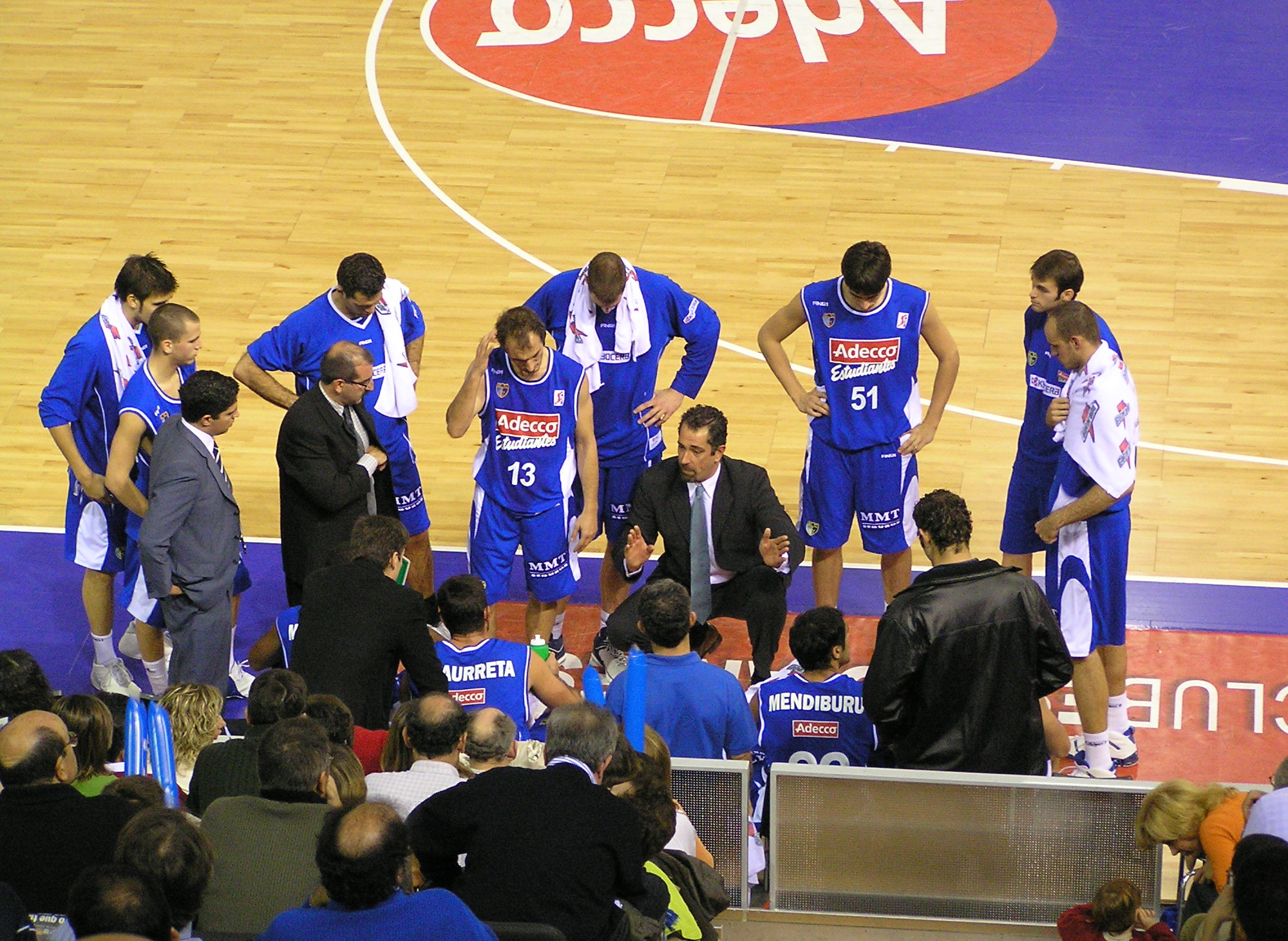
Juan Antonio Orenga donant instruccions als seus jugadors com entrenador del Club Baloncesto Estudiantes el 2005.

#### Altres esports
Altres associacions esportives de la ciutat són el Club Voleibol l'Illa Grau, el Club Amics del Bàsquet, el Club Baloncesto Castellón, el Club Nou Bàsquet Femení, el Club Natación Castalia-Castellón, el Club Deportivo Marató i Mitja, el Hockey Club Castellón, el Club Deportivo Balonmano Castellón, el Club de Golf Costa de Azahar, el Club de Tenis Castellón o el Real Club Náutico Castellón.

##### Esportistes castellonencs
Entre els esportistes castellonencs destaca Pablo Herrera, primer medallista olímpic de la ciutat gràcies a la plata aconseguida a Atenes 2004 en voleibol platja. Pel que fa a presències olímpiques, el nedador Josele Ballester és l'esportista més destacat amb tres. Altres castellonencs olímpics són el també nedador David Ortega, el jugador de bàsquet Juan Antonio Orenga, el ciclista José Francisco Jarque i el migfondista Andrés Vera, diploma a Los Angeles 1984.
Pel que fa als futbolistes, José Alanga, Manolo Badenes, Manolo Domènech, Gaizka Mendieta i Pablo Hernández han estat convocats per la selecció espanyola absoluta, tot i que els dos primers no arribaren a debutar. Badenes és, a més a més, un dels màxims golejadors de la Primera Divisió de tots els temps. Gemma Gili, és una jugadora de futbol femení que ha jugat amb la selecció espanyola sub-17 i sub-19.

### Paratges naturals
- Els Columbrets. Parc Natural i Reserva marina
- Desert de les Palmes. Parc Natural
- Ermitori de la Magdalena. Paratge Natural Municipal
- Parc del Meridià de Greenwich. En tots els mapes apareix, i no obstant això, molts dels seus habitants no saben que Castelló és ciutat de pas del Meridià de Greenwich i el paral·lel 40. En el moment en què es van establir les línies imaginàries que delimitarien tant les distàncies com els fusos horaris, Castelló va ser de vital importància, ja que diferents experts van prendre com a referència el punt estratègic de la ciutat per establir els mesuraments. El Parc del Meridià, amb una extensió de 10.780 m², està situat al terme municipal de Castelló de la Plana, en plena Marjal castellonenca. La Marjaleria és un aiguamoll d'aigües subterrànies recorregut per infinitat de petites séquies que desemboquen en altres majors, les quals, al seu torn, arriben fins al mar.

### Festes

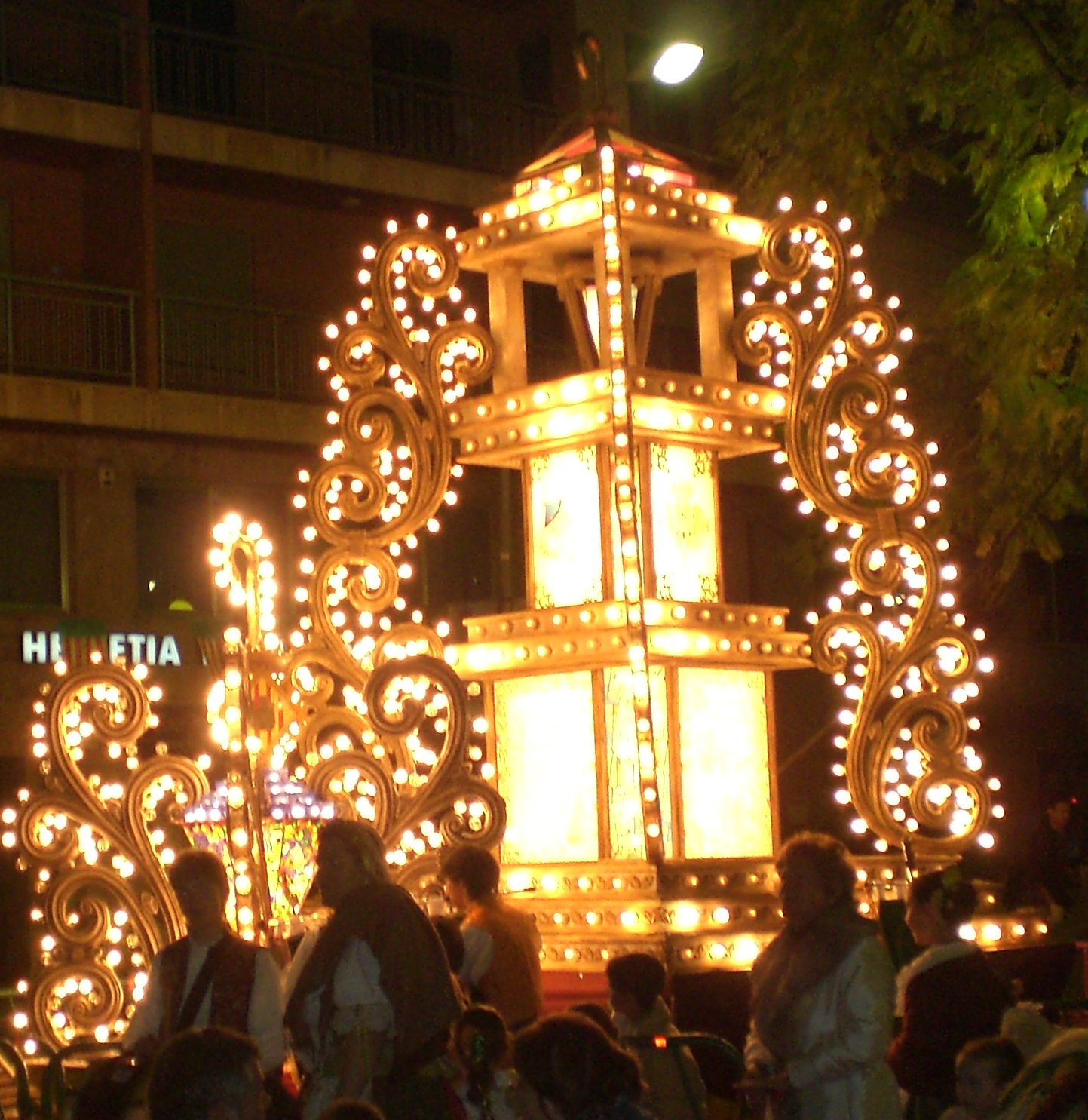
Gaiata, monument típic de les Festes de la Magdalena

Les principals festes de la ciutat se celebren en honor de la baixada dels habitants des del Turó de la Magdalena a la Plana, on van fundar la nova ciutat el 1252. Se celebren des del tercer dissabte de Quaresma durant nou dies. L'acte més important és la Romeria de les Canyes, i l'element que articula les festes és la gaiata, un monument construït en l'actualitat amb tota mena de materials, en el qual és indispensable la llum, ja que representen de manera artística els gaiatos amb els fanals penjats per il·luminar-se, sobre els quals es recolzaren els antics castellonencs en el seu camí.
Entre els diversos actes que se celebren, destaquen les mascletades i els castells de focs artificials diaris, la fonda de la tapa i la cervesa, la fonda dels vins, les diferents desfilades, concerts de música de totes èpoques i varietats, l'ofrena de flors a la Mare de Déu del Lledó i l'acte final de festes, el "Magdalena Vítol!".
El 2010 van ser declarades pel Ministeri de Turisme espanyol festes d'Interès Turístic Internacional.

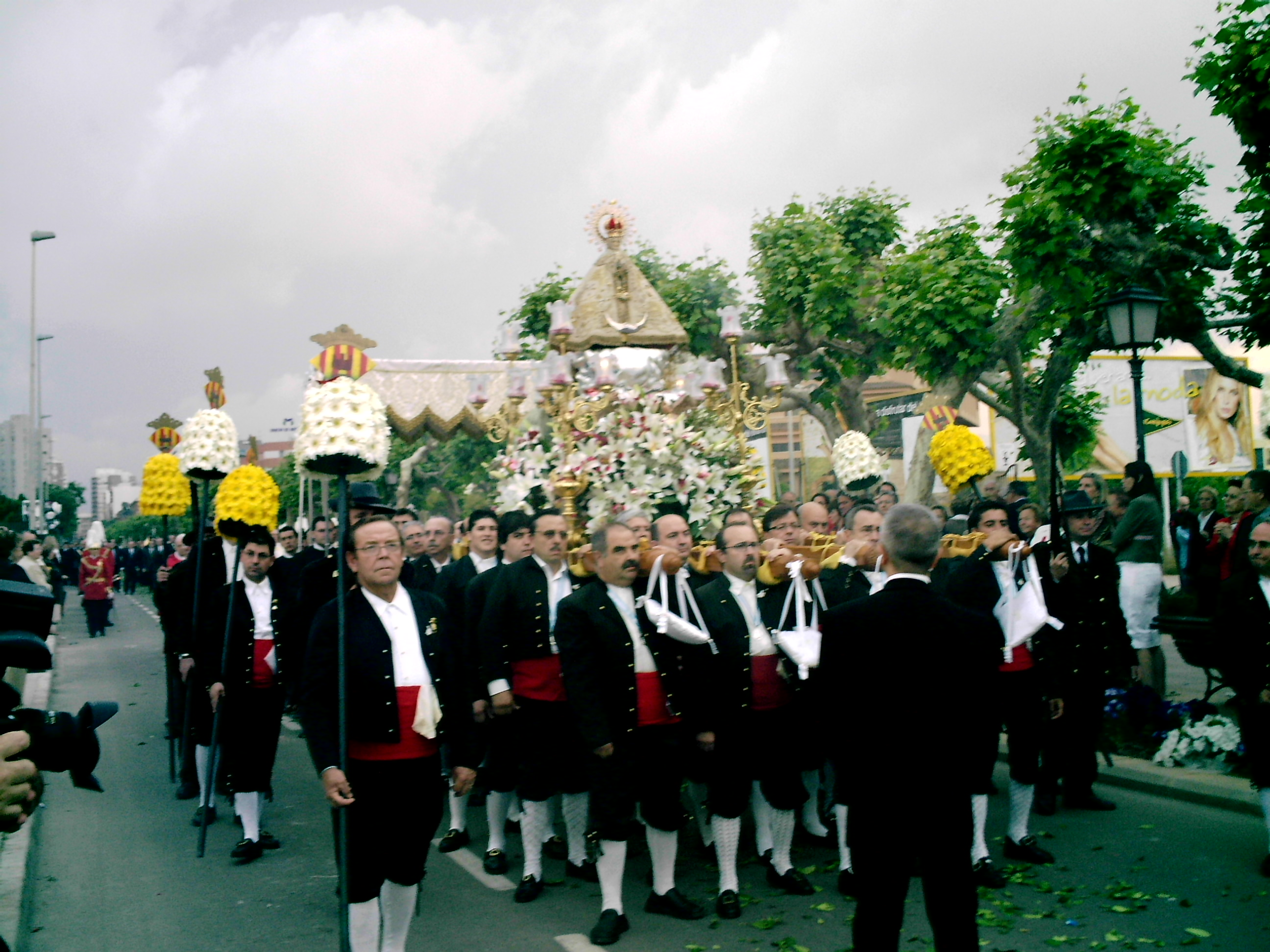
Mare de Déu del Lledó durant les seues festes

El primer cap de setmana del mes de maig se celebren les festes en honor de la patrona de la ciutat, la Mare de Déu del Lledó. Entre els actes principals cal destacar el trítríduum, la missa solemne pontifical, la processó i l'acte celebrat el 4 de maig en la Cocatedral en honor de la coronació com a patrona, així com les festes solemnes en honor de la patrona de la ciutat en els aniversaris de la seua coronació canònica.
D'altra banda, cal destacar les Festes de Sant Pere que se celebren al Grau de Castelló (districte marítim de la ciutat) en honor de Sant Pere, patró dels mariners. Així mateix, en el Grau també celebren els carnestoltes.
També són importants les denominades Festes de Carrer, celebracions en les quals alguns carrers o barris de la ciutat celebren festes, generalment d'un cap de setmana de durada, en honor del seu sant patró.